# Palette momot
Prioniturus montanus
Espèce
Statut de conservation UICN

 NT  : Quasi menacé
Statut CITES
La Palette momot (Prioniturus montanus) est une espèce d'oiseau appartenant à la famille des Psittacidae.

## Description
Cet oiseau mesure environ 30 cm de long.
Le mâle arbore un front et des zones périoculaires bleu ciel, une calotte marquée de rouge et un plumage vert foncé.
La femelle présente des couleurs plus pâles, moins de bleu ciel et de rouge sur la tête ainsi que les deux rectrices médianes plus courtes.

## Sous-espèces
La Palette momot est représentée par deux sous-espèces :
- montanus ;
- malindagensis.

Deux anciennes sous-espèces ont été élevées au rang d'espèces :
- Palette de Mindanao ;
- Palette des Sulu.

## Habitat
Cet oiseau vit dans les forêts à plus de 700 m d'altitude.

## Répartition
Cette espèce peuple les Philippines.

## Représentations de la palette momot dans l'art contemporain
La palette momot aurait dû faire une entrée remarquée dans le monde de l'art contemporain sous la forme d'un poster imprimé en format A0 reprenant l'intégralité de cette page wikipedia, dans le cadre du festival XUL, la foire d'empoigne de l'art contemporain qui chaque année depuis 12 ans se déploie à Orléans (France) dans le labyrinthe du 108-maison Bourgogne et le transforme en Zone Temporaire de Liberté et qui était prévu pour se dérouler le samedi 21 mars 2020 de 16h à minuit au 108 rue de Bourgogne, autofinancé par les ventes du bar, bar à soupe et petits en-cas.

## Mobilier en palettes momot
Construire des meubles en palettes momot est illégal, cette espèce de palette étant quasi menacée.